# Clayton Farlow
Clayton Farlow is een personage uit de Amerikaanse soapserie Dallas. De rol werd vertolkt door acteur Howard Keel. Het personage werd geïntroduceerd in de zestiende aflevering van het vierde seizoen. Hierna verdween hij kort en dook weer op in de laatste aflevering van dat seizoen. Vanaf het vijfde seizoen verscheen hij zeer regelmatig en in 1984 werd hij lid van de vaste cast. Vanaf het achtste seizoen verscheen zijn naam tijdens de begintune en niet meer net erna. Na het vertrek van Barbara Bel Geddes aan het einde van het dertiende seizoen moest ook zijn personage verdwijnen. Keel keerde nog voor vier afleveringen terug in het laatste seizoen.